# Campeonato Europeo de Curling Femenino de 1999
El XXV Campeonato Europeo de Curling Femenino se celebró en Chamonix (Francia) entre el 4 y el 11 de diciembre de 1999 bajo la organización de la Federación Mundial de Curling (WCF) y la Federación Francesa de Curling.